# Liste von Persönlichkeiten aus Salorino
Diese Liste enthält in Salorino geborene Persönlichkeiten und solche, die in Salorino ihren Wirkungskreis hatten, ohne dort geboren zu sein. Die Liste erhebt keinen Anspruch auf Vollständigkeit.

## Persönlichkeiten
(Sortierung nach Geburtsjahr)
- Künstlerfamilie Brenni. [1][2][3][4]
  - Francesco Brenni (* 26. Oktober 1636 in Salorino; † 1694 ebenda), Stuckateur[5]
  - (Giovanni) Prospero Brenno (* 1638 in Salorino; † 18. Januar 1696 ebenda), Bruder von Giovanni Battista, Stuckateur in Bayern und Schwaben[6][7]
  - Francesco Brenni (* 27. September 1644 in Salorino; † 1694 ebenda ?), Stuckateur[8]
  - Carlo Antonio Brenni (* 5. September 1648 in Salorino; † 12. Oktober 1734 ebenda ?), Stuckateur[5][9]
  - Giovanni Battista Brenni (* 28. Mai 1649 in Salorino; † 3. Juni 1712 ebenda), Stuckateur in Bayern und Franken, Bruder von Prospero Brenni, aktiv in der Theatinerkirche von München[10][11]
  - Giulio Francesco Brenni (* 24. Oktober 1667 in Salorino; † 22. Mai 1694 in Würzburg), Stuckateur[12]
  - Paolo Gerolamo Brenni (1673–1698), Stuckateur in Franken[13]
  - Francesco Antonio Brenni (* 4. Oktober 1679 in Salorino; † nach 1741 in Rom ?), Baumeister[14]
  - Carlo Enrico Antonio Brenni (* 8. Januar 1688 in Salorino; † 9. Dezember 1745 in Kopenhagen), Stuckateur im Dienst des dänischen Königs als Hofputzer tätig[15][16][17]
  - Giovanni Giulio Brenni (* 24. November 1699 (Taufe) in Mendrisio), Stuckateur[18]
  - Paolo Brenni (* um 1725 in Salorino; † 1769 ebenda), Kunstmaler, Dekorationsmaler[19]
  - Giovanni Battista Brenni (* 1730 in Salorino), Kunstmaler, Dekorationsmaler[20]
  - Grandonio Brenni (* 1738 in Salorino), Kunstmaler, Dekorationsmaler[21]
  - Franco Brenni (1897–1963), aus Salorino, Sohn des Gilardo, Advokat und Notar, Sekretär von Bundesrat Giuseppe Motta, Generalkonsul in Mailand, Minister, später Botschafter in Lissabon.

- Künstlerfamilie Spinedi aus Somazzo. [22]
  - Domenico Spinedi (* um 1640 in Somazzo (Fraktion von Salorino); † nach 1675 in Mšec ?), Architekt baute ab 1675 das Schloss in Mšec[22]

- Giorgio Bernasconi (* 1804 in Mendrisio; † 19. Mai 1866 ebenda), Pfarrer von Salorino; gehörte zu den Gründern der Tipografia elvetica in Capolago[23]
- Enrico Sala (* 1. September 1943 in Salorino; † 25. Mai 2024 ebenda), Bildhauer, Grafiker, Wohltäter in Kambodscha[24][25]
- Edoardo Agustoni (* 1960 in Morbio Inferiore; † 23. Oktober 2023 in Salorino), er schloss sein Studium der Kunstgeschichte an der Fakultät für Geisteswissenschaften der Universität Lausanne (1979/1980–1985), Kunsthistoriker und Kritiker, Dozent beim Centro scolastico per le industrie artistiche (CSIA) in Lugano und bei SUPSI, Sektion Konservierung und Restaurierung, Autor.[26][27]